# Found at Home
Found at Home är Britta Perssons debut-EP, utgiven 2005 på Startracks.

## Låtlista
1. "A Dad for You" - 2:53
2. "Defrag My Heart" - 2:40
3. "When You Leave" - 2:06
4. "The Past Is Not for Real" - 2:48
5. "Stockholm-Amsterdam" - 4:14

## Mottagande
Helsingborgs dagblad gav skivan 3/5.